# راي أتكينز
راي أتكينز (بالإنجليزية: Ray Atkins)‏ هو رسام بريطاني، ولد في 1937 في إكزتر في المملكة المتحدة.